# Treptichnus pedum
Trichophycus pedum es considera el primer icnofòssil complex àmpliament estès. Es troben a tot el món normalment en estrats per sobre de la fauna d'Ediacara. La seva aparició més primerenca, contemporània amb el final de la fauna d'Ediacara, s'ha utilitzat per definir el límit entre els períodes Cambrià i Ediacaric. No obstant això, des de llavors ha estat descobert per sota del límit, que en l'actualitat es defineix per GSS.
Trichophycus pedum es considera un animal més complex que els pertanyents a l'anterior fauna d'Ediacara. L'icnofòssil té un patró bastant complicat i distintiu al voltant d'un buit central, de vegades sinuós o en bucle. L'organisme el va formar mitjançant successives excavacions entre els sediments a la recerca de nutrients, generant un patró que recorda a un ventilador o a una soga retorçada. És possible que s'hagi format per excavació just per sota la superfície en lloc de perforació vertical.
L'animal presumiblement no tenia elements anatòmics durs, com ara petxines o ossos, ja que només s'han trobat les petjades de les seves excavacions. La seva morfologia i relació amb els animals moderns, per tant, són desconegudes, i alguns fins i tot discuteixen la seva inclusió en el regne animal.